# Lomas de Chapultepec
Lomas de Chapultepec é um bairro residencial e comercial no oeste da Cidade do México, localizado no distrito de Miguel Hidalgo. A sua entrada principal é através do Paseo de la Reforma.
Lomas Palmas, como as partes comerciais desta colónia são conhecidas no mercado imobiliário comercial, é uma das nove principais áreas de escritório principal da cidade. Juntamente com Bosques de las Lomas, Lomas Virreyes e Lomas Altas, forma um eixo comercial que forma efectivamente um novo distrito financeiro (central business district) da Cidade do México.

## Toponímia
O nome original da colónia era "Chapultepec Heights", dado por Albert Blair, o criador. A sua esposa, a famosa Antonieta Rivas Mercado, foi quem deu os nomes geográficos às ruas: os das montanhas e colinas do México e do mundo. Quando o nacionalismo prevaleceu entre os habitantes da zona, o nome da colónia foi traduzido para Las Lomas de Chapultepec, mais tradicional e com uma sonoridade mais distinta.

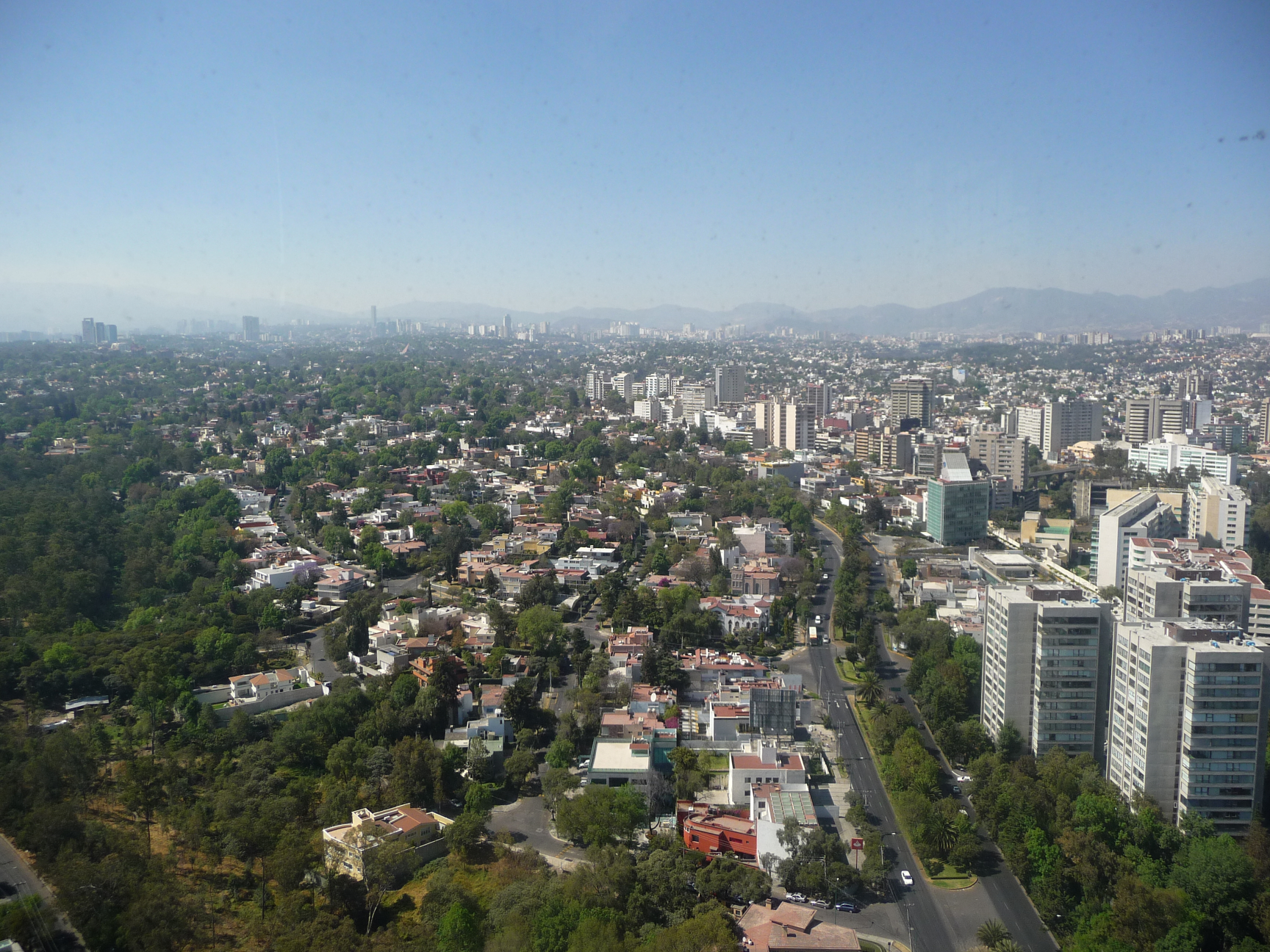
Lomas de Chapultepec são enfrentadas do Periférico para Bosques de las Lomas.

## Geografia
A colónia Lomas de Chapultepec está localizada no oeste da Cidade do México e foi criada em torno de florestas na sua maioria densas e densas, pelo que a área é rica em árvores e plantas.
Os limites geográficos da colónia são:
- Para noroeste e norte, o município de Naucalpan de Juárez (colónias Lomas de Tecamachalco San Miguel Tecamachalco, etc.) e a colónia Reforma Social, esta última ainda dentro dos limites da delegação Miguel Hidalgo.
- A nordeste, o Anillo Periférico e o Polanco.
- A leste, a colónia Molino del Rey e o Bosque de Chapultepec.
- Ao sul, as secções II e III do Bosque de Chapultepec; colónias Lomas Altas e Lomas de Reforma.
- A oeste, a colónia Bosques de las Lomas.

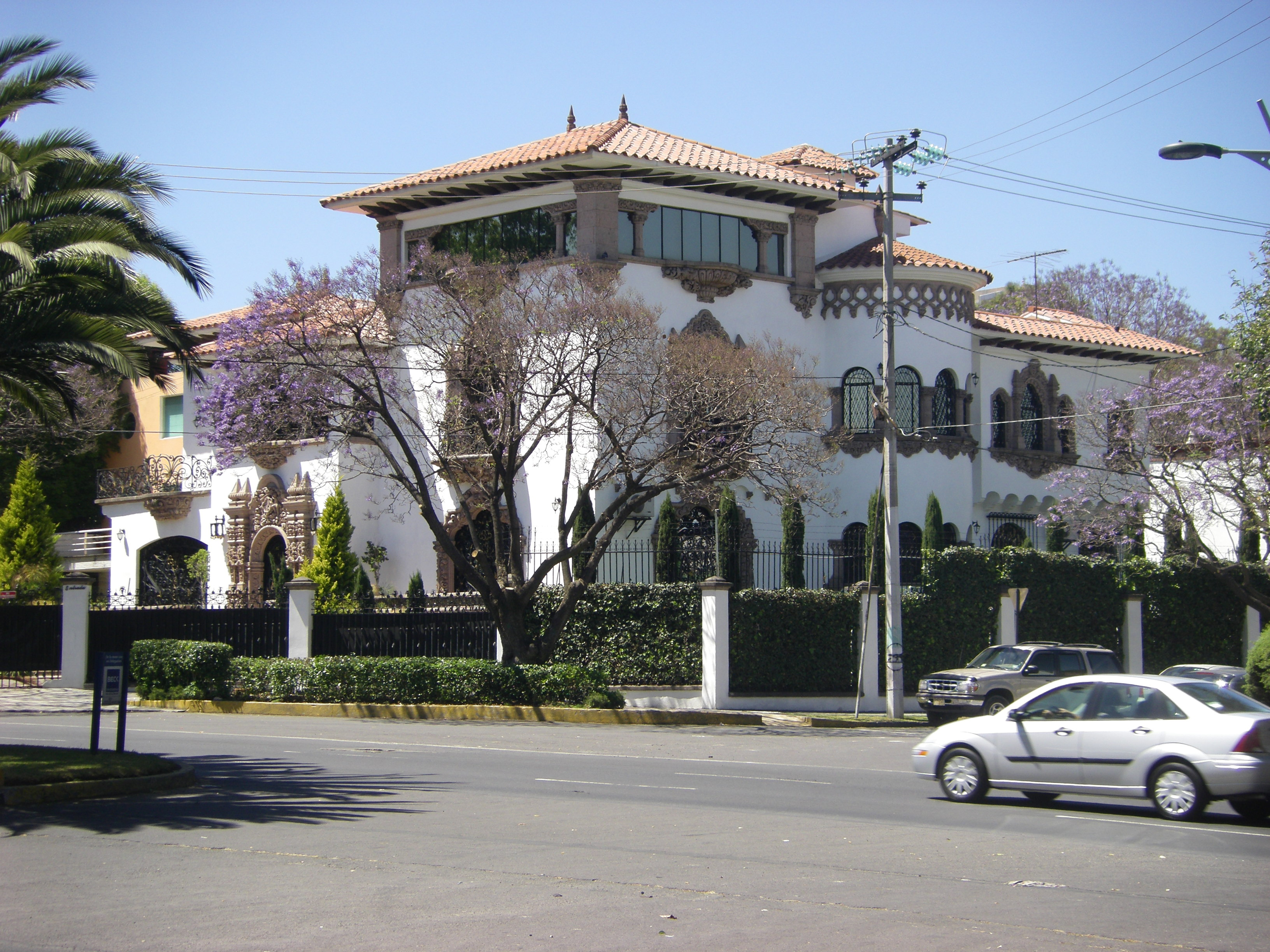
Mansão de estilo colonial californiano, típica da zona.

## História
Las Lomas foi criada nos anos 20 como "Chapultepec Heights", uma nova área residencial para os ricos e poderosos da Cidade do México, e situava-se principalmente em torno de Paseo de la Reforma e Paseo de Las Palmas, perto das avenidas. Estas casas, na sua maioria, partilhavam um bairro mais fresco e mais isolado da época. Muitas das casas construídas durante esse tempo ainda estão de pé na área e constituem o maior número de mansões em toda a área de Lomas. Com o passar do tempo, a colónia tornou-se o segundo maior bairro da área de Lomas, com o maior número de mansões em toda a área de Lomas.
Com o tempo, a colónia de Lomas de Chapultepec expandiu-se devido à grande procura da classe alta do país e dos imigrantes com alto poder de compra da Europa que chegaram ao México durante esse tempo, dando assim lugar a uma nova colónia chamada Bosques de las Lomas, conhecida coloquialmente como "Bosques" tornando-se então e até à data uma das zonas residenciais mais exclusivas do México pela sua elevada qualidade de vida e luxo, uma vez que se caracteriza por albergar muitas das famílias mais ricas e poderosas do México. A área expandiu-se para o Estado adjacente do México, sob o nome de Lomas de Tecamachalco, Lomas de la Herradura, com o que é o cruzamento das fronteiras do Distrito Federal com o Estado do México (Naucalpan e Huixquilucan) e depois para outras áreas circundantes, incluindo Lomas Altas e Bosques de Las Lomas.

## Demografia
De acordo com o INEGI, Lomas de Chapultepec tinha uma população total de 20.440 habitantes em 2005.

### Comunidade judaica
Nas décadas de 1950, 1960, e 1970, os judeus da Cidade do México tenderam a mudar de Condesa, Roma e Centro para Polanco, Lomas de Chapultepec, Interlomas, Bosques de las Lomas, e Tecamachalco, onde a maioria está actualmente sediada.

## Economia
A Google tem a sua sede em Lomas de Chapultepec.
A Embaixada de Portugal também está presente em Lomas de Chapultepec.